# Comitato Olimpico Egiziano
Il Comitato Olimpico Egiziano (noto anche come "اللجنة الاولمبية المصرية" in arabo) è un'organizzazione sportiva egiziana, nata nel 1910 al Cairo, Egitto.
Rappresenta questa nazione presso il Comitato Olimpico Internazionale (CIO) dal 1910 ed ha lo scopo di curare l'organizzazione ed il potenziamento dello sport in Egitto e, in particolare, la preparazione degli atleti egiziani, per consentire loro la partecipazione ai Giochi olimpici. L'organizzazione è, inoltre, membro dell'Associazione dei Comitati Olimpici Nazionali d'Africa.
L'attuale presidente dell'associazione è Mahmoud Ahmed Ali, mentre la carica di segretario generale è occupata da Almoataz Blallah Yousaif Sonbol.

## Presidenti
La tabella che segue contiene i presidenti del Comitato Olimpico Egiziano dalla sua creazione nel 1910.
| Presidente                  | Periodo         |
| --------------------------- | --------------- |
| Omar Toussoun               | 1910–1934       |
| Muhammad Abdel Moneim       | 1934–1938       |
| Ismail Dawood               | 1938–1946       |
| Muhammed Taher Pasha        | 1946–1954       |
| Abdel Rahman Amin           | 1954–1960       |
| Hussein el-Shafei           | 1960–1962       |
| Muhammad Talaat Khayri      | 1962–1967       |
| Safei El Din Abou El Ezz    | 1967–1971       |
| Mostafa Kamal Tolba         | 1971–1972       |
| Abdel Moneim Wahby          | 1972–1974       |
| Mohamed Ahmed Mohamed       | 1974–1978       |
| Abdel Azim Ashry            | 1978–1985       |
| Abdel Karim Darwish         | 1985–1990       |
| Mounir Saleh Sabet          | 1990–1993       |
| Gamal El Din Moukhtar       | 1993–1996       |
| Mounir Saleh Sabet          | 1996–2009       |
| Mahmoud Ahmad Ali           | 2009–2013       |
| Khaled Zein Eldin           | 2013–2015       |
| Hesham Mohamed Tawfeq Hatab | 2015– in carica |